# Зачеренье 1-е
Зачеренье 1-е — деревня в Любытинском районе Новгородской области России. Входит в состав Любытинского сельского поселения.

## История
Постановлением Новгородской областной думы от 30 мая 2007 г. № 240-ОД деревня Зачеренье (территория бывшего Ярцевского сельсовета) переименована в деревню Зачеренье 1-е.
Переименование утверждено в 2011 г.

## Население
| 2010 |
| ---- |
| 0    |